# World Steel Association
World Steel Association, tidigare International Iron and Steel Institute, är en internationell branschorganisation som företräder omkring 160 ståltillverkare samt nationella- och regionala branschförbund och institut. Medlemsföretagen står för omkring 85% av all stål som säljs på världsmarknaden.
Branschorganisationen grundades den 10 juli 1967 som International Iron and Steel Institute. Den 6 oktober 2008 meddelade de att man skulle byta namn till det nuvarande.

## Styrelsen
| Position                | Namn              | Företag                                   |
| ----------------------- | ----------------- | ----------------------------------------- |
| Styrelseordförande      | André Johannpeter | Gerdau S.A.                               |
| Vice styrelseordförande | Yu Yong           | Hebei Iron and Steel                      |
|                         | Kosei Shindo      | Nippon Steel & Sumitomo Metal Corporation |
|                         | Sajjan Jindal     | JSW Steel Ltd.                            |
| Ledamöter               | Wolfgang Eder     | Voestalpine                               |
|                         | John Ferriola     | Nucor Corporation                         |
|                         | Koiji Kakigi      | JFE Holdings, Inc.                        |
|                         | Lakshmi Mittal    | Arcelor Mittal S.A.                       |
|                         | Aleksej Mordasjov | PAO Severstal                             |
|                         | T.V. Narendran    | Tata Steel Limited                        |
|                         | Roger Newport     | AK Steel Holding Corporation              |
|                         | Paolo Rocca       | Techint                                   |
| Generalsekreterare      | Dr. Edwin Basson  |                                           |